# Калембет Дмитро Сергійович
Дмитро́ Сергі́йович Калембет — підполковник Збройних сил України, учасник Російсько-української війни. Повний лицар ордена Богдана Хмельницького.

## Нагороди
- «Орден Богдана Хмельницького» I ступеня (2023) — За особисту мужність, виявлену у захисті державного суверенітету та територіальної цілісності України, самовіддане виконання військового обов'язку.[1]
- «Орден Богдана Хмельницького» II ступеня (2022) — За особисту мужність і самовіддані дії, виявлені у захисті державного суверенітету та територіальної цілісності України, вірність військовій присязі.
- «Орден Богдана Хмельницького» III ступеня (2016) — За особистий внесок у зміцнення обороноздатності Української держави, мужність, самовідданість і високий професіоналізм, виявлені під час виконання військового обов'язку, та з нагоди Дня Збройних Сил України.
- "Медаль «За військову службу Україні» (2016) — За особисту мужність і високий професіоналізм, виявлені у захисті державного суверенітету та територіальної цілісності України, вірність військовій присязі.